# 503033 New Hampshire
503033 New Hampshire este o planetă minoră (asteroid) din centura de asteroizi. A fost descoperită pe 3 martie 2005 la Catalina Station⁠(d) de Catalina Sky Survey. 
Obiectul prezintă o orbită caracterizată de o semiaxă mare de 2,883158442663 UAi, o excentricitate de 0,11028837422949, o înclinație de 5,9997060607533 ° în raport cu ecliptica.